# Діва Малеєн
«Діва Малеєн» (нім. Jungfrau Maleen) — казка, опублікована братами Грімм у збірці «Дитячі та сімейні казки» (1850, том 2, казка 198).

## Сюжет
Один королевич хотів здобути руку королівни на ім'я Малеєн, однак її батько відмовив йому, бо обіцяв свою доньку іншому. Тоді королівна, яка також покохала королевича, сказала батьку, що не вийде за нікого іншого. Розгніваний король наказав зачинити дочку разом зі служницею в кам'яній вежі на сім років, надіючись у такий спосіб зламати її впертість.
По семи роках запаси їжі закінчилися, але ніхто не приходив, щоб їх звільнити. Королівна та її служниця вирішили вибратися з вежі самотужки й з допомогою ножа почали зішкрябувати штукатурку, поки не вдалося вийняти зі стіни декілька каменів. Згодом отвір став настільки великим, що вони змогли втекти з ув'язнення.
Виявилося, що королівство її батька знищено ворогами, а самого короля вбито. Королівна та служниця починають мандрівку у пошуку місця, де вони могли б поселитися, але ніде не можуть знайти притулку. Всі зачиняли перед ними двері та ніхто не хотів над ними змилуватись. Так вони бідували, що доводилося й кропиву їсти.
Невдовзі вони прибули до сусіднього королівства, в якому наступником трону був той самий королевич, який колись просив її руки. Там теж не було жодної роботи, аж поки один кухар не погодився найняти їх виносити попіл з печі.
Батько королевича назначив йому іншу наречену, яка була бридкою і злою та не хотіла, щоб хтось її бачив. В день шлюбу наречена наказала Малеєн надягнути весільну сукню і замість неї піти вулицею. Під час весілля королевич одягнув коштовне намисто на шию Малеєн, як доказ їхнього одруження.
Після шлюбу, коли королевич зустрів справжню наречену, то помітив, що вона не та, яку він щойно пошлюбив. Не мала вона на собі й намиста, і під тиском королевина вона зрештою, розповіла всю правду.
Королевич розпочав пошуки тої, з якою одружився. Водночас бридка королівна вислала своїх слуг, аби ті вбили Малеєн. Королевич, однак, прибув вчасно та врятував її. Тоді ж він впізнав у ній свою Малеєн, яка розповіла йому все, що пережила. Королевич визнав її своєю справжньою дружиною і все життя вони жили щасливо, а бридку королівну покарали, відрубавши їй голову.

## Аналіз
Згідно з класифікацією казкових сюжетів Аарне-Томпсона казка має номер 870: «Королівна, захована від людей». Американський фольклорист Стіт Томсон стверджує, що казка належить до «по суті скандинавської», оскільки більшість варіантів казки походить саме звідти. Вальдемар Ліунгманн у своєму дослідженні казки наводить докази того, що казка походить з Ютландії, де вона відома як місцева легенда. З іншого боку, німецький науковець Ганс-Йорг Утер вважає, що казка Мюленгоффа — найдавніше свідчення того, що казка походить саме зі Скандинавії.
В інших скандинавських варіантів, зокрема з Ісландії, несправжня наречена зображується як троль або велетень-людожер.
Казка такого типу також зустрічається у Норвегії — «Донька короля в кургані» (Kongsdatteren i haugen).

## Екранізації
- «Діва Малеєн» (Prinzessin Maleen) — німецький фільм 2015 року, що входить до серії фільмів «Найкращі казки братів Ґрімм».

## Адаптації
У 1889 році бельгійський драматург Моріс Метерлінк написав п'єсу «Принцеса Малена» — авторську інтерпретацію цієї казки. Пізніше на основі його п'єси французька композиторка Лілі Буланже створила оперу «Принцеса Малейн» (незавершена).
В 2007 році американська письменниця Шенон Гейл видала роман «Книга тисячу днів» (англ. Book of a Thousand Days), яка є переказом казки.
У 1999—2007 роках виходила ще одна адаптація казки у формі манги — «Ludwig Kakumei».